# Duane E. Graveline
Duane Edgar Graveline, född 2 mars 1931 i Newport, Vermont, död 5 september 2016 i Merritt Island, Florida, var en amerikansk astronaut.
Graveline blev uttagen till astronaut i astronautgrupp 4 som en av 6 vetenskapsastronauter inför Apolloprogrammet. Han genomförde dock ingen rymdfärd utan lämnade gruppen den 18 augusti 1965 av familjeskäl.
Han skrev flera böcker efter sin pension vid 60 års ålder.